# Chris Lowell
Christopher "Chris" Lowell (Atlanta, 1984. október 17. –) amerikai színész, zenész.
Fontosabb televíziós alakításai voltak a Veronica Mars (2006–2007), a Doktor Addison (2007–2010) és a GLOW (2017–2019) című sorozatokban. Filmszereplései közé tartozik az Egek ura (2009), A segítség (2011) – mellyel a a többi szereplővel közösen Screen Actors Guild-díjat nyert – és az Ígéretes fiatal nő (2020). 
Filmrendezőként 2013-ban debütált a Beside Still Waters című vígjáték-drámával.

## Élete és pályafutása
Atlantában született és nevelkedett. Az Atlanta International School tanulójaként kezdett érdeklődni a színház és a filmkészítés iránt. A Dél-kaliforniai Egyetem hallgatója volt, amikor egy tehetségkutató ügynök felfedezte őt, majd egy meghallgatás után, 2004 és 2005 között szerepet is kapott a Life as We Know It című ifjúsági drámasorozatban.
A Life As We Know It befejeződését követően a Veronica Mars (2006–2007) című sorozat harmadik évadjában Stosh "Piz" Piznarskit alakította, Kristen Bell és Jason Dohring oldalán. 2007-ben játszott az Érettségi című ifjúsági drámában. 2007-től 2010-ig a Doktor Addison állandó szereplője volt, Kate Walsh, Audra McDonald és Tim Daly partnereként. Az általa megformált, tragikus sorsú Dellt a harmadik évad fináléjában írták ki a sorozatból.
2011-ben a Kathyrn Stockett azonos című regényéből készült A segítség szereplője volt. Színésztársaival együtt Lowell a 18. Screen Actors Guild-gálán elnyerte a Legjobb szereplőgárda (mozifilm) kategóriában járó Screen Actors Guild-díjat. 2013-ban rendezőként is kipróbálta magát a Beside Still Waters című filmjével, melyet producerként és forgatókönyvíróként is jegyez. 2014-ben a Fox Enlisted című vígjátéksorozatában főszerepelt. 2014-ben a Veronica Mars filmváltozatában ismét Stosh "Piz" Piznarskit formálta meg. 
2017–2019-ben a GLOW című netflixes vígjáték-drámasorozat szereplője volt. 2020-ban az Oscar-nyertes Ígéretes fiatal nő című filmdrámában játszott. 2021-ben Hilary Duff-fal együtt főszereplőként csatlakozott a How I Met Your Father szereplőgárdájához – az előkészületben lévő sorozat az Így jártam anyátokkal spin-offja lesz.
Színpadi színészként feltűnt a Jacuzzi című Off-Broadway darabban. A színészet mellett Lowell zenészként is aktív, a Two Shots for Poe elnevezésű együttes énekeseként és harmonikásaként.

## Magánélete
Kerry Bishe színésznő partnere, 2021-ben született meg első leánygyermekük.

## Filmográfia

### Film
| Év   | Magyar cím                   | Eredeti cím                  | Szerep                   | Magyar hang     |
| ---- | ---------------------------- | ---------------------------- | ------------------------ | --------------- |
| 2007 |                              | You Are Here                 | Delaney                  |                 |
| 2007 | Érettségi                    | Graduation                   | Tom Jackson              |                 |
| 2009 | Egek ura                     | Up in the Air                | Kevin                    |                 |
| 2011 | A segítség                   | The Help                     | Stuart Whitworth         | Welker Gábor    |
| 2013 | Szerelem és becsület         | Love and Honor               | Peter                    | Zámbori Soma    |
| 2013 |                              | Beside Still Waters          | rendező, író és producer |                 |
| 2013 |                              | Brightest Star               | a fiú                    |                 |
| 2014 | Veronica Mars                | Veronica Mars                | Stosh "Piz" Piznarski    | Pálmai Szabolcs |
| 2016 | Teljesen ismeretlen          | Complete Unknown             | Brad                     | Tokaji Csaba    |
| 2016 | Nagyvárosi történet          | Chronically Metropolitan     | Victor                   |                 |
| 2016 | Katie búcsút int             | Katie Says Goodbye           | Dirk                     |                 |
| 2020 | Ígéretes fiatal nő           | Promising Young Woman        | Al Monroe                | Markovics Tamás |
| 2021 |                              | Breaking News in Yuba County | Steve                    |                 |
| 2022 | A legjobb barátom ördögűzése | My Best Friend's Exorcism    | Christopher Lemon        |                 |
| 2023 |                              | Perpetrator                  | Burke igazgató           |                 |

### Televízió
| Év        | Magyar cím                        | Eredeti cím           | Szerep                     | Megjegyzések                            |
| --------- | --------------------------------- | --------------------- | -------------------------- | --------------------------------------- |
| 2004–2005 |                                   | Life As We Know It    | Jonathan Fields            | főszereplő (13 epizód)                  |
| 2006–2007 | Veronica Mars                     | Veronica Mars         | Stosh "Piz" Piznarski      | főszereplő (20 epizód)                  |
| 2007      | A Grace klinika                   | Grey's Anatomy        | [William "Dell" Parker     | 2 epizód                                |
| 2007–2010 | Doktor Addison                    | Private Practice      | [William "Dell" Parker     | főszereplő (54 epizód)                  |
| 2014      |                                   | Enlisted              | Derrick Hill szakaszvezető | főszereplő (13 epizód)                  |
| 2014      |                                   | Play It Again, Dick   | önmaga                     | 6 epizód                                |
| 2016–2017 |                                   | Graves                | Jeremy Graves              | főszereplő (20 epizód)                  |
| 2017      | Halt and Catch Fire – CTRL nélkül | Halt and Catch Fire   | Donna egyéjszakás kalandja | 1 epizód (stáblistán nincs feltüntetve) |
| 2017–2019 | GLOW                              | GLOW                  | Sebastian "Bash" Howard    | visszatérő és főszereplő (25 epizód)    |
| 2019      | iZombie                           | iZombie               | Byron Deceasey             | 1 epizód                                |
| 2022      | Az örökösnő álarca mögött         | Inventing Anna        | Noah                       | 2 epizód                                |
| 2022      | Üvöltés                           | Roar                  | Chris Durst nyomozó        | 1 epizód                                |
| 2022–2023 | Így jártam apátokkal              | How I Met Your Father | Jesse                      | főszereplő                              |

## Fordítás
- Ez a szócikk részben vagy egészben  a   Chris Lowell című angol Wikipédia-szócikk ezen változatának fordításán alapul.  Az eredeti cikk szerkesztőit annak laptörténete sorolja fel. Ez a jelzés csupán a megfogalmazás eredetét és a szerzői jogokat jelzi, nem szolgál a cikkben szereplő információk forrásmegjelöléseként.